# Henry Repeating Arms Company
Die Henry Repeating Arms Co. ist ein US-amerikanischer Hersteller von Feuerwaffen und insbesondere bekannt in der Herstellung von Unterhebel-Repetiergewehren (lever action) im Kaliber .22.

## Geschichte
Louis Imperato († 2007) benutzte den Namen von Benjamin Tyler Henry, der 1860 das Henry-Gewehr erfunden hatte, aus denen später die bekannten Winchester-Unterhebelrepetiergewehre hervorgingen, und gründete unter diesem symbolträchtigen und bekannten Namen im Jahr 1996 zusammen mit seinem Sohn Anthony die Henry Repeating Arms Company. Ab 1997 vertrieb die Firma Unterhebel-Repetiergewehre (lever action) im Kaliber .22. Produziert wurde zunächst in Brooklyn, New York City. Im September 2008 verlegte das Unternehmen den Sitz nach Bayonne (New Jersey) und beschäftigt derzeit etwa 250 Mitarbeiter. Es besitzt außerdem Fertigungsstätten in Rice Lake (Wisconsin) für u. a. die Gehäuse der Unterhebel-Repetiergewehre. Hergestellt werden auch Kammerstängel-Repetiergewehre und Vorderschaft-Repetierer im Kaliber .22 sowie eine neue Generation des AR-7-Gewehrs, das ursprünglich für die U.S. Air Force entwickelt worden war und als die „Henry US Survival Rifle“ bekannt ist, aber auch großkalibrige Unterhebel-Repetierer.
Das als „Lever Action Rifle“ bezeichnete Grundmodell H001 ist keine eigene Entwicklung der Firma oder gar – entgegen dem geschickt erweckten Eindruck – eine auf das Henry-Gewehr zurückgehende Konstruktion. Es sind vielmehr weitgehend identische Nachbauten der Modellreihe EG712 des 1997 liquidierten deutschen Herstellers Erma, wobei nicht sicher ist, ob Louis Imperato nur die Rechte und Konstruktionsunterlagen der EG712 oder auch die Maschinen übernommen hat.
Das Unternehmen wirbt mit dem Motto „Made In America and Priced Right“ sowie „Made in America or Not Made At All“ und bemüht sich um den Ruf, einen exzellenten Kundenservice zu bieten, was ihr ausweislich entsprechender Berichte in Internet-Foren und persönlichen Erfahrungen auch gelingt.
Durch wiederholte Bezugnahmen auf das Henry-Gewehr – beispielsweise durch das bekannte Zitat des „Load On Sunday and shoot all week long“ – sowie auch durch entsprechende Behauptungen auf der Firmen-Homepage wird der Eindruck erweckt, die Henry Repeating Arms Company sei ein ursprünglich von Henry gegründetes Unternehmen und die hergestellten Unterhebel-Repetierer seien Nachfolger des Henry-Gewehrs. Tatsächlich besitzt das Unternehmen aber nicht die geringste Verbindung zu der ursprünglichen New Haven Arms Company, in der Henry beschäftigt war und sein Henry-Gewehr entwickelt hatte und die von Oliver Winchester 1866 in Winchester Repeating Arms Company umbenannt wurde, oder gar zu Henry, seiner Entwicklung oder dessen Nachkommen.
Seit dem Tod von Louis Imperato im Jahr 2007 wird das Unternehmen von seinem Sohn Anthony geleitet.